# قطع رابطه (آلبوم)
قطع رابطه ("Breakout") دومین آلبوم استودیویی از خواننده و ترانه سرای آمریکایی مایلی سایرس است که در تاریخ ۲۲ ژوئیه ۲۰۰۸ توسط هالیوود رکورز منتشر شد. سبک این آلبوم پاپ راک است و سایرس،۸ تا از ۱۲ آهنگ این آلبوم را در طول تور "Best Of Both Worlds" نوشت و البته شامل دو آهنگ کاور و یک ریمیکس هم می‌شود. و از بزرگترین امتیازهای این آلبوم، همکاری مایلی با آنتونینو آرماتو، ترانه سرای معروف آمریکایی است که بهترین آثار سایرس را به ارمغان آورده‌است.
Breakout تا دو هفته، شماره یک بیلبورد ۲۰۰ بود و بیش از ۱٫۵ میلیون نسخه از آن، در ایالات متحدهٔ آمریکا به فروش رسید. و همینطور در کشورهایی مانند: کانادا، ایتالیا، استرالیا و نیوزلند جز ۱۰ آلبوم برتر بود.
آهنگ هفت چیز (7 Things) اولین سینگل منتشر شده از این آلبوم بود که در کشورهایی مانند ایالات متحدهٔ آمریکا، نروژ، استرالیا و ژاپن بسیار موفق بود. و به دنبال این آهنگ، سینگل و موزیک ویدیوی جدیدش به نام پرواز روی دیوار (ترانه) "Fly On the Wall" را منتشر کرد که با استقبال گرم طرفدارانش مواجه شد.

## لیست آهنگ‌های آلبوم
| شماره | نام                                       | نویسنده(ها)                           | تهیه کننده(ها)        | مدت  |
| ----- | ----------------------------------------- | ------------------------------------- | --------------------- | ---- |
| ۱.    | «Breakout»                                | تد برنر, جینا شاک, تری وتتوت          | کاتلر, پریون          | ۳:۲۵ |
| ۲.    | «هفت چیز 7 Things»                        | سایرس, آنتونینو آرماتو, جیمز          | جان فیلدز             | ۳:۳۴ |
| ۳.    | «The Driveway»                            | سایرس, کاتلر, پریون                   | کاتلر, پریون          | ۳:۴۲ |
| ۴.    | «Girls Just Wanna Have Fun»               | رابرت هزرد                            | متیو ویلدر            | ۳:۰۷ |
| ۵.    | «Full Circle»                             | سایرس، کاتلر، پریون                   | کاتلر، پریون          | ۳:۱۵ |
| ۶.    | «پرواز روی دیوار (ترانه) Fly on the Wall» | سایرس, آنتونینو آرماتو, جیمز, کاراگلو | آنتونینو آرماتو, جیمز | ۲:۳۲ |
| ۷.    | «Bottom of the Ocean»                     | سایرس, آنتونینو آرماتو, جیمز          | آنتونینو آرماتو, جیمز | ۳:۱۵ |
| ۸.    | «Wake Up America»                         | سایرس,آرماتو, جیمز, ارون دادلی        | آنتونینو آرماتو, جیمز | ۲:۴۵ |
| ۹.    | «These Four Walls»                        | کاتلر, پریون, شین کیمبال              | کاتلر, پریون          | ۳:۲۶ |
| ۱۰.   | «Simple Song»                             | جفری استیل, جسی لیتلتون               | آنتونینو آرماتو, جیمز | ۳:۳۳ |
| ۱۱.   | «Goodbye»                                 | سایرس, آنتونینو آرماتو, جیمز          | آنتونینو آرماتو, جیمز | ۳:۵۳ |
| ۱۲.   | «See You Again» (ریمیکس راک مافیا)        | سایرس, آنتونینو آرماتو, جیمز          | آنتونینو آرماتو, جیمز | ۳:۱۷ |